# Выбчик
Выбчик (пол. Wybczyk) — деревня в гмине Лубянка Торуньского повета Куявско-Поморского воеводства в центральной части севера Польши.